# Кругловское сельское поселение (Смоленская область)
Кругловское сельское поселение — упразднённое муниципальное образование в составе Руднянского района Смоленской области России.
Административный центр — деревня Кругловка.
Образовано Законом от 1 декабря 2004 года. Упразднено Законом Смоленской области от 20 декабря 2018 года с включением всех входивших в его состав населённых пунктов к 1 января 2019 года в Переволочское сельское поселение.

## Географические данные
- Общая площадь: 137 км²
- Расположение: центральная часть Руднянского района
- Граничило:
  - на востоке — с  Переволочским сельским поселением
  - на юго-востоке — с  Руднянским городским поселением
  - на юге — с  Казимировским сельским поселением
  - на юго-западе — с  Любавичским сельским поселением
  - на западе — с Беларусью
  - на севере — Кляриновским сельским поселением
- Крупные реки: Черница.
- По территории поселения проходит автомобильная дорога А141 Орёл — Витебск.
- По территории поселения проходит железная дорога Смоленск — Витебск, имеется станция: О.п. 462-й км.

## Население
| 2011  | 2012  | 2013  | 2014  | 2015  | 2016  | 2017  |
| ----- | ----- | ----- | ----- | ----- | ----- | ----- |
| 1103  | ↘1092 | ↘1087 | ↘1080 | ↘1047 | ↘1029 | ↘1020 |
| 2018  | 2019  |       |       |       |       |       |
| ↘1007 | ↘992  |       |       |       |       |       |

## Населённые пункты
На территории поселения находилось 9 населённых пунктов:
- Кругловка, деревня
- Заборье, деревня
- Затесы, деревня
- Могильно, деревня
- Одрино, деревня
- Пески, деревня
- Солонец, деревня
- Стаи, деревня
- Тур, деревня

## Экономика
Сельхозпредприятия, магазины, производство гипса и бетона .